# Peter Koelewijn
Peter Cornelis Koelewijn, all'anagrafe Peter Cornelis van Elewijk (Eindhoven, 29 dicembre 1940), è un cantautore e produttore discografico olandese, professionalmente in attività dalla fine degli anni cinquanta. È considerato il pioniere della musica rock in lingua olandese.
Tra i suoi singoli di maggiore successo, pubblicati assieme al suo gruppo Peter en zijn Rockets, figurano Janus, Kom van dat dak af, Laat me los, Marijke, Mij oh mij, Robbie, Speel die dans, Veronica Sorry, ecc. Ha collaborato come autore e/o produttore con contanti quali Lisa del Bo, Marga Bult, Helmut Lotti, ecc.

## Biografia

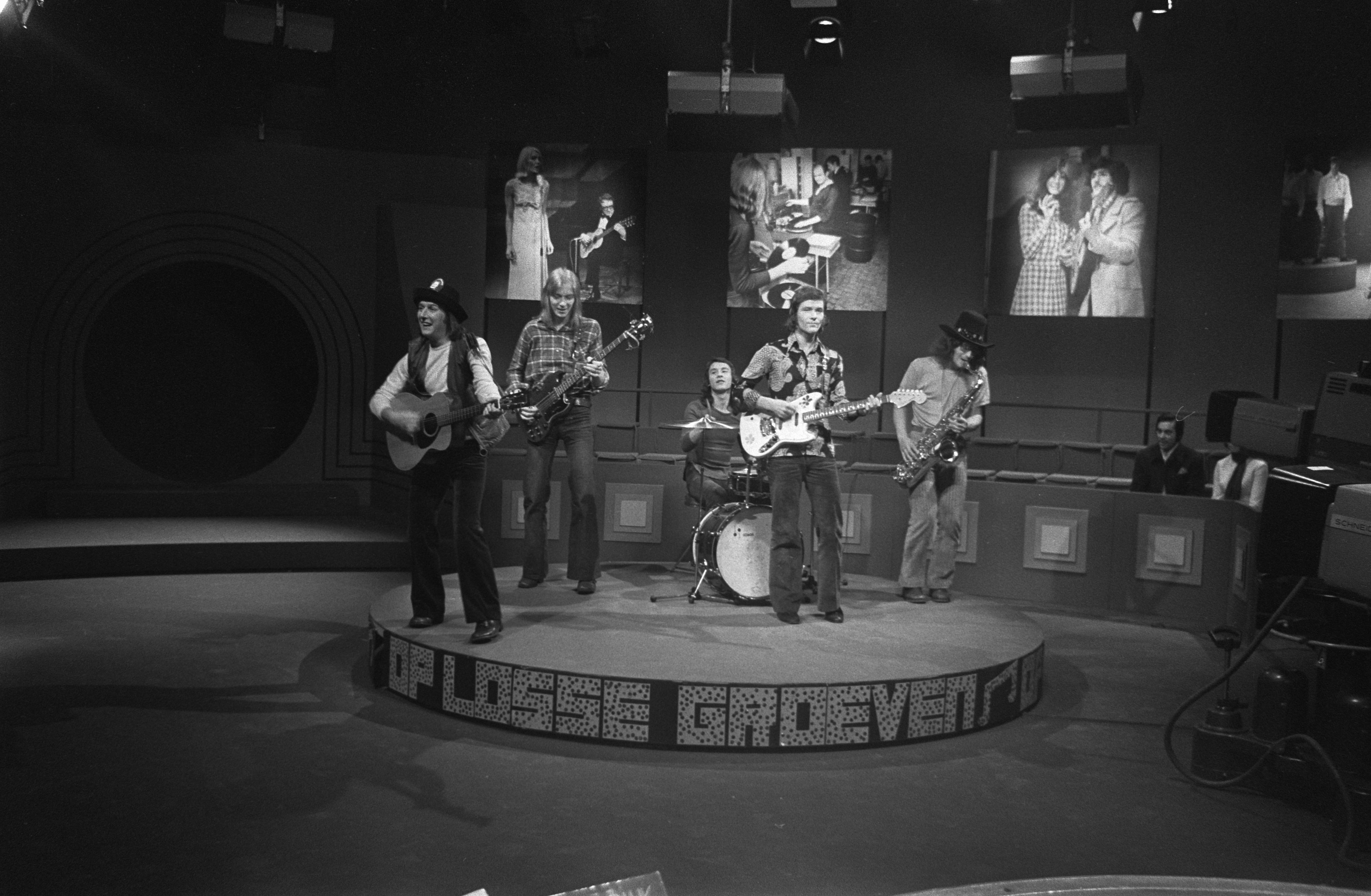
Poster di Peter Koelewijn assieme al suo gruppo, Peter en zijn Rockets, nel 1971

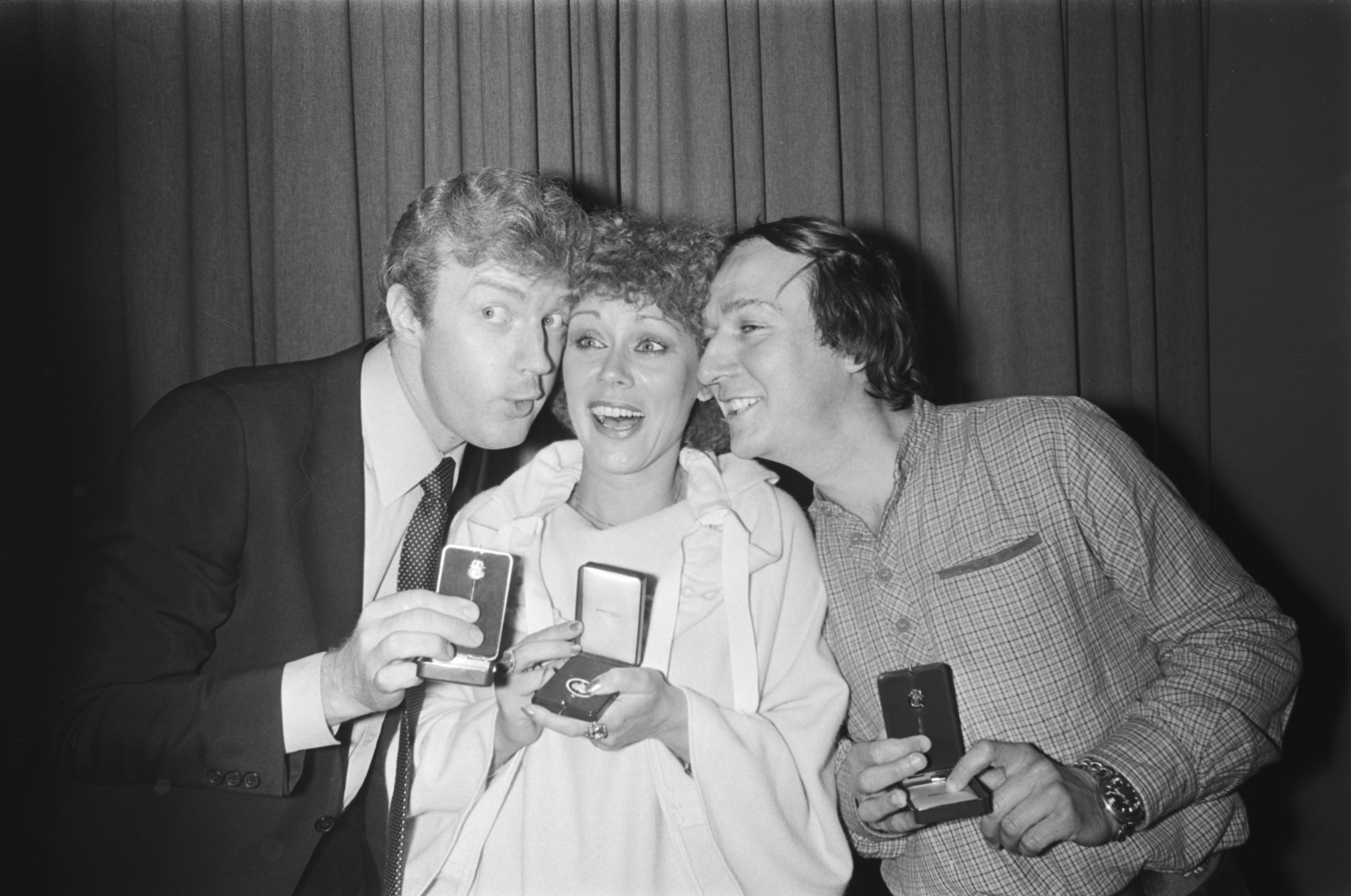
Peter Koelewijn (a destra nella foto) assieme ad André van Duin e Conny Vandenbos nel 1977

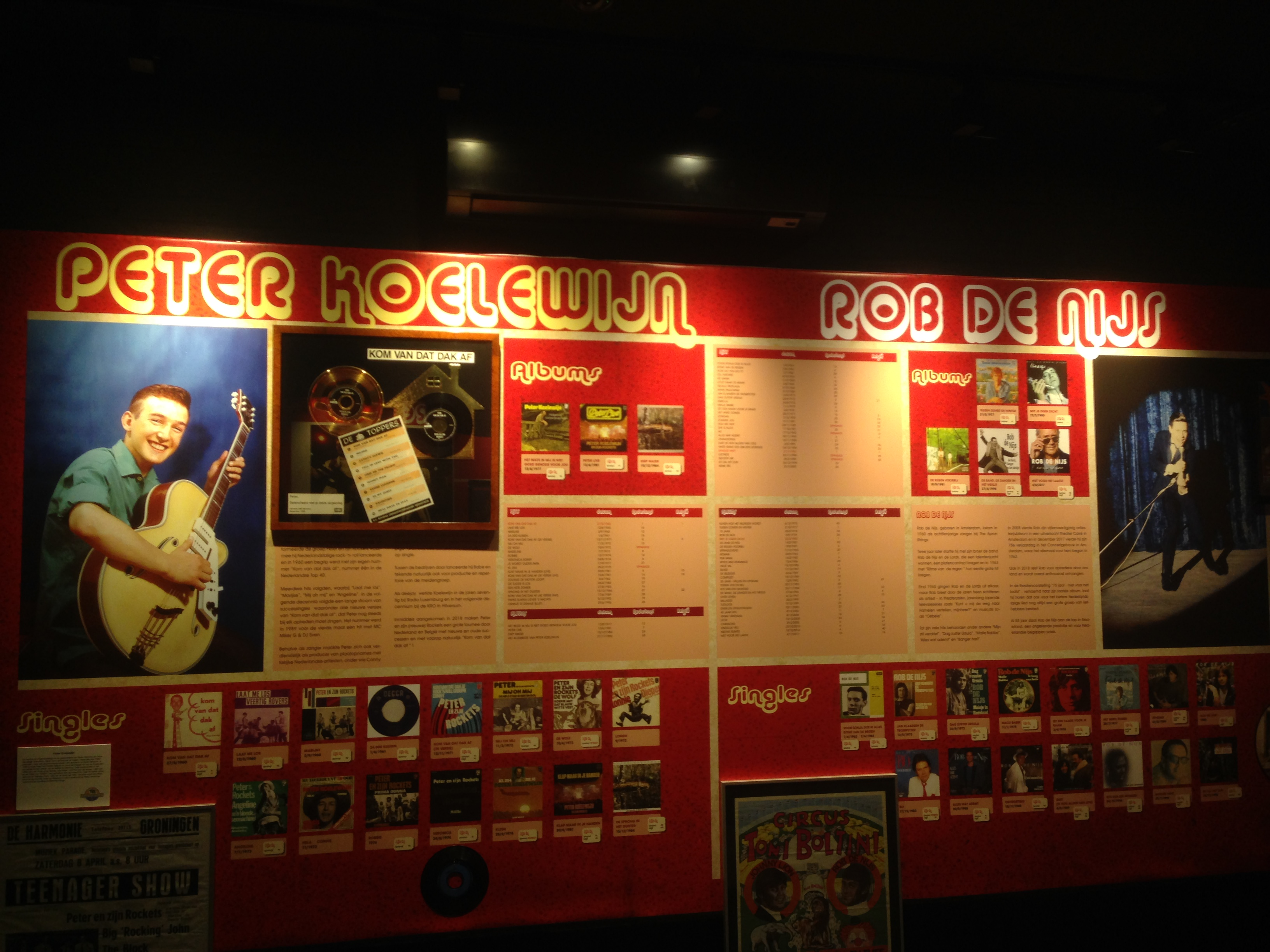
Poster di Peter Koelewijn al 192 Museum di Nijkerk

Peter Cornelis Koelewijn nasce a Eindhoven, nel buurt di Stratum il 29 dicembre 1940. Inizialmente, adotta il cognome materno Van Elewijk, in quanto il padre è già sposato con un'altra donna ed è padre di altri quattro figli.
Inizia a suonare la chitarra a 13 anni e a 17 forma un gruppo assieme alla cantante Anneke Grönloh e ai chitarristi Karel Jansen e Roelof Egmond. Il gruppo, chiamato Peter en zijn Rockets, si completa nel 1959 con l'ingresso del bassista Karel Janssen e del sassofonista Klaus Buchholz.
Nel 1959 pubblica assieme al suo gruppo il suo primo singolo, intitolato Kom van dat dak af, che esce su etichetta Bovema. Il disco diventa una hit sia nei Paesi Bassi che in Belgio nel maggio del 1960.
Dopo il successo del primo singolo, il gruppo di Peter Koelewijn firma un contratto con la Philips Records/Phonogram. Con la nuova etichetta discografico, il gruppo di Koelwijn pubblica altri singoli di successo quali 24.000 kussen, Laat me los, Marijke, ecc.
Nel 1966, Koelwijn scopre la cantante diciassettenne Bonnie St. Claire, della quale rimane il produttore fino al 1978.
Nel 1967, Koelewijn è al centro di una polemica riguardante a un brano da lui scritto, Anna Frank, composto su una melodia di Gaby Dirne e affidato al duo Laura Bordes e Yvonne de Nijs: il disco, uscito su etichetta Polydor, viene ritirato dal mercato dopo e rimostranze del rabbino Awraham Soetendorp.
Ad inizio degli anni settanta, Koelewijn pubblica una nuova versione di Kom van dak af, che raggiunge la Top Ten delle classifiche. Nello stesso periodo, inizia un tour assieme alla nuova formazione del suo gruppo, ora composto, oltre che dallo stesso Loedewijn, dai chitarristi Ad Damen e Janus Toethuis, dal bassista Nol Passion e dal batterista Frans Meijer.
Con la nuova formazione dei Rockets, Loedewijn pubblica altri singoli di successo quali Mij oh mij, Robbie e Veronica Sorry.
Nel frattempo, nel 1975, Peter Koelewijn è insignito del Leone d'oro di Radio Luxembourg.
In seguito, nel 1978 Koelewijn forma assieme al produttore Will Hoebee una propria etichetta discografica, la Born Free come parte della casa discografica Phonogram. Tre anni dopo, assieme a una formazione dei Rockets ulteriormente rinnovata, intraprende la tournée Peter Live.
Nel 1987, compone il brano Rechtop in de wind, che viene affidato alla cantante Marga Bult e che raggiunge il quinto posto all'Eurovision Song Contest.
A metà degli anni novanta collabora poi con il cantante belga Helmut Lotti, per la quale produce il singolo I Love You Too.
In seguito, nel 1997, Loedwijn intraprende assieme all'arrangiatore Piet Souer un viaggio a Hollywood con lo scopo di realizzare le versioni in inglese di alcuni brani in lingua olandese assieme ad Engelbert Humperdinck.
In seguito, a fine anni novanta, collabora nuovamente con Helmut Lotti e con la cantante, connazionale di quest'ultimo, Lisa del Bo.
Nel 2008, le musiche di Koelewijn vengono inserite nel programma teatrale del gruppo folk olandese Pater Moeskroen Pater Moeskroen komt van het dak af!, Tre anni dopo, Koelwijn partecipa alla terza edizione del programma televisivo trasmesso dall'emittente TROS e condotto da Victor Reinier De Beste Zangers van Nederland ("I migliori cantanti dei Paesi Bassi").
Nel 2013, il cantante intenta una causa contro lo scrittore A.F.Th. van der Heijden, accusandolo di aver recato un danno d'immagine alla madre nel romanzo De helleeweg, ma il giudice dà ragione allo scrittore (che si era difeso asserendo che il suo testo era stato male interpretato) e Koelewijn è costretto a pagare le spese processuali che ammontano a circa 2500 euro.

## Discografia parziale

### Album
- 1967 – Peter & Zijn Rockets
- 1971 – De beste
- 1972 – De beste deel 2
- 1977 – Het beste in mij is niet goed genoeg voor jou
- 1978 – Peter Live
- 1984 – Diep water
- 1987 – Het beste van
- 1991 – Koelewijn behoeft geen krans - Een halve eeuw Peter Koelewijn
- 1992 – Het allerbeste van Peter Koelewijn 1960-1992
- 2018 – The Golden Years Of Dutch Pop Music

### Singoli
- 1959 – Kom van dat dak af
- 1960 – Laat me los
- 1960 – Marijke
- 1972 – Mij Oh Mij
- 1974 – Robbie
- 1974 – Veronica, Sorry
- 1983 – Een heter zomer
- 1983 – De tijger is los
- 1996 – Oranje is oranje blijft...

## Programmi televisivi
- De Beste Zangers van Nederland (2011)

## Premi e riconoscimenti
- 1975: Leone d'oro di Radio Luxembourg
- 2007: Radio 2 Zendtijd Preis
- 2011: Blijvend Applaus Preis
- TROS Kompas Œuvre Award